# Waterville (Irlande)
Pour les articles homonymes, voir Waterville.
Waterville (An Coireán en gaélique) est une petite ville irlandaise du comté de Kerry situé dans la péninsule d'Iveragh. Se trouvant sur l'anneau du Kerry, Waterville est un important lieu touristique de la région, mais la ville est surtout célèbre pour avoir été la résidence de villégiature de Charlie Chaplin et de sa famille dans les années 1960 et l'un des points de départ des liaisons télégraphiques transatlantiques, la station a été créée en 1884.